# Bannio Anzino
Bannio Anzino är en kommun i provinsen Verbano Cusio Ossola i regionen Piemonte i Italien. Kommunen hade 478 invånare (2018).